# رونالد جونز (صحفي)
رونالد جونز (بالإنجليزية: Ronald Jones)‏ هو فنان وصحفي أمريكي، ولد في 8 يوليو 1952.